# اگزون بیناکو
اگزون بیناکو (انگلیسی: Egzon Binaku؛ زادهٔ ۲۷ اوت ۱۹۹۵) بازیکن فوتبال اهل سوئد و آلبانی است.
از باشگاه‌هایی که در آن بازی کرده‌است می‌توان به باشگاه فوتبال هکن، باشگاه فوتبال مالمو، باشگاه ورزشی گایس، و باشگاه فوتبال نورشوپینگ اشاره کرد.
وی همچنین در تیم‌های ملی فوتبال زیر ۱۹ سال سوئد، زیر ۲۱ سال سوئد و آلبانی بازی کرده‌است.